# Quasar Equatorial Survey Team
O Quasar Equatorial Survey Team é uma joint venture entre a Universidade Yale, Universidade de Indiana e Centro de Investigaciones de Astronomía (CIDA) para o levantamento fotográfico do céu. Ele usa o telescópio Samuel Oschin (1,22 m de abertura) de 48 polegadas no Observatório Palomar para fotografar o céu usando uma câmera digital, um conjunto de 112 dispositivos de carga acoplada. Anteriormente, ele havia usado o telescópio Schmidt 1,0 metros no Observatório Astronômico Nacional de Llano del Hato na Venezuela.